# 一人デモ

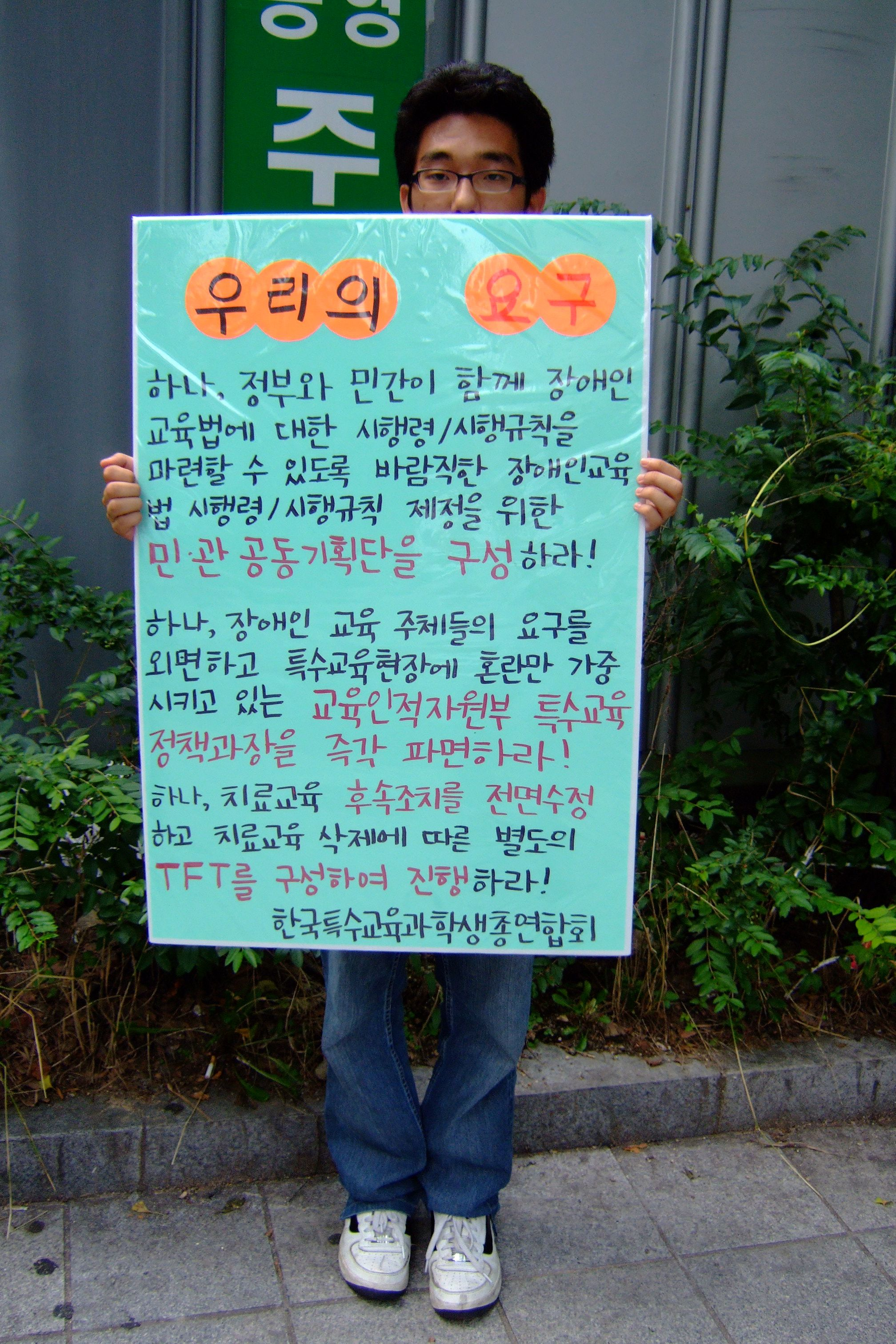
韓国での障がい者教育改善を求める一人デモ

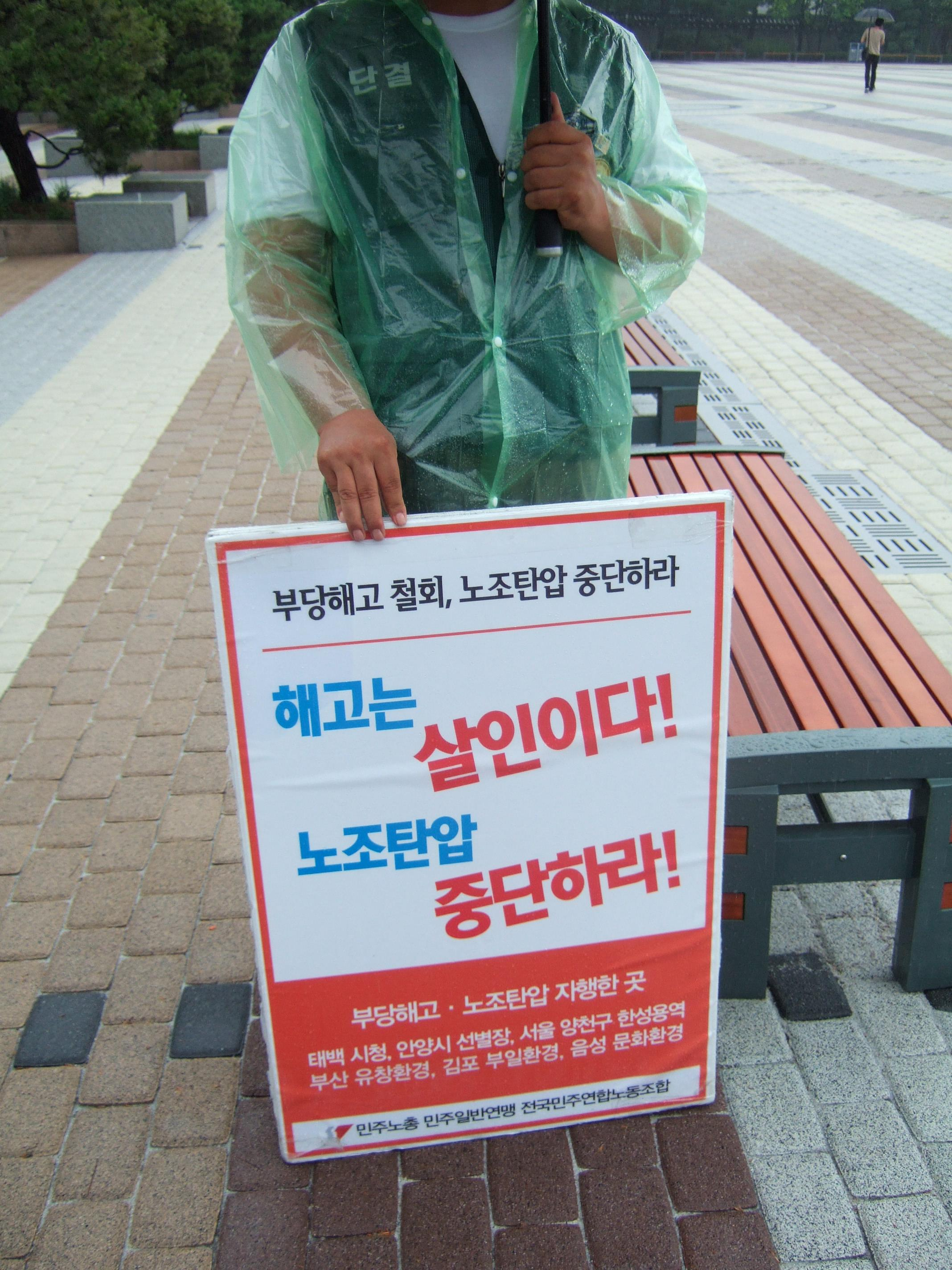
「不当解雇」撤回を求める青瓦台前での一人デモ

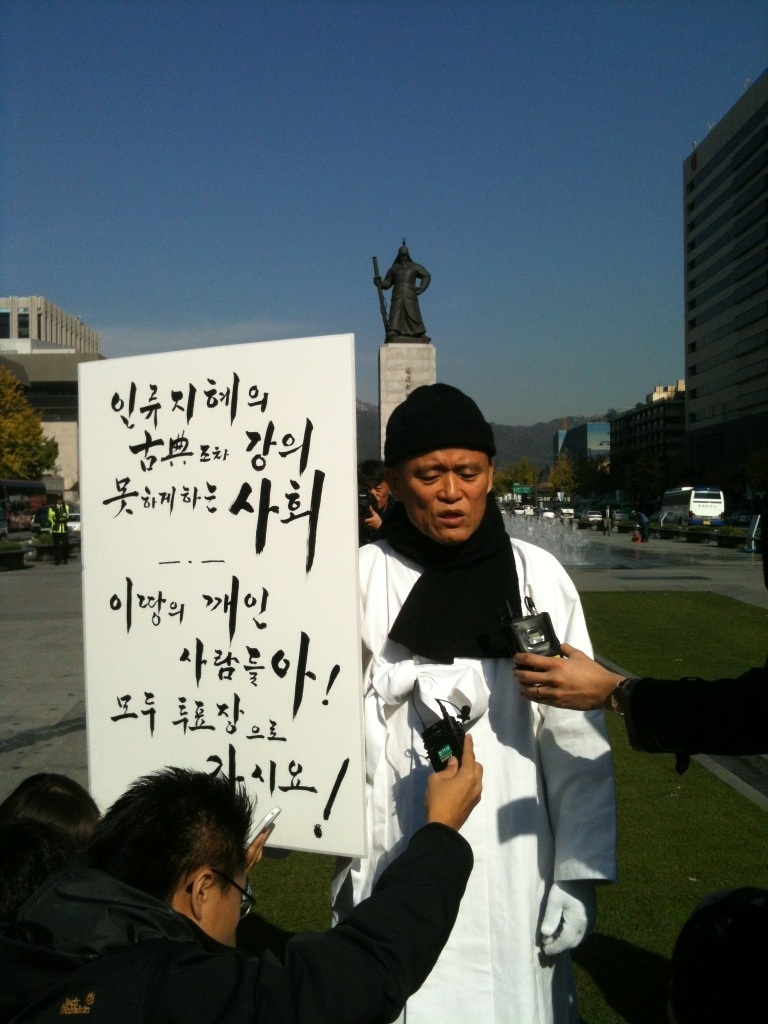
檮杌（トオル）先生の名で知られる金容沃が自身の番組が外圧により打ち切りになったと訴える一人デモ

一人デモ（ひとりデモ、ko:1인 시위、一人示威）は一人で行うデモ活動で、特に「集会および示威に関する法律（집회 및 시위에 관한 법률、集示法）」により複数の人が公共の場所で行うデモに届出を必要とする大韓民国で頻繁に行われる示威行為形態。大使館前といった法的にデモが禁止されているような地域でも黙認される可能性が高い。

## 概要
2008年韓国蝋燭デモ反対、島根県「竹島の日」条例反対、強制退去反対などや、北朝鮮への太陽政策見直し、受信料値上げ、必要以上のクレーム書き込みの中止、枯葉剤後遺症の補償、敬愛する金正日将軍のもとへの帰還、入国許可などの要求、黄禹錫教授への支持、朝鮮学校への高校無償化適用要求、保険金を要求しビルからぶら下がるなど、様々な一人デモが韓国メディアでしばしば取り上げられる。盧武鉉大統領も在任中、退任後に一人デモを行う可能性を述べたことがある。金泳鎭韓国民主党国会議員は日本国会議事堂前で一人デモを行い、「日本は反省しる！」と書かれたプラカードで有名になった。
スクリーンクォータ制縮小反対、デジタル著作権管理技術未装備携帯電話への反対、韓国政府の‘宗教偏向’反対など、著名人によりリレーで行われることもある。このうち、146日から73日へのスクリーンクォーター制縮小（2006年3月7日議決、7月1日施行）に反対して行われた「映画人1人デモ」は2006年2月から7月にかけて146日間にわたって行われた。
2008年、蔚山地方法院は「集示法」は多数の人が共通の目的を掲げ、公共の場所で不特定多数の人々の意見に影響を与えようとする示威行為を行う場合届出を必要とするが、一個人がサムスンSDIの門前で、雇用保障などの要求を書いたプラカードを持って立つような一人デモは届け出の対象にはならない、との判決を言い渡した。一方、立ち退き住民がソウル特別市長の公館前で毎朝、立ち退きに対する追加補償を求めて行ったリレー一人デモに対し、市長が公館から100メートル以内での禁止を求めた裁判で、2008年、ソウル中央地裁は住民に市長公館への接近禁止を命じた。2015年にソウル・江南区庁の市民用駐車場でメルセデス・ベンツ、BMWに抗議して行われたオーナーによるデモに対して、江南区庁の通報で駆け付けた警察官は、デモを制止する法的根拠を見つけることができず、何もできないまま引き揚げる事となった。
日本では、1965年から8年間「アメリカはベトナムから手をひけ」と書いたゼッケンをつけて通勤した金子徳好（かねこ とくよし、反戦活動家、映画監督金子修介の父）、チッソ水俣病患者連盟の委員長川本輝夫、皇民党事件の際に金丸信を非難するプラカードを掲げて国会議事堂前で独り座り込みを続けた青島幸男、新宿駅西口地下広場で個々人が思い思いにプラカードを携えて立つスタンディングの例がある。